# Wolf Berlin
Wolf Berlin war von 1552 bis 1564 Bürgermeister von Heilbronn.

## Leben
Berlin war seit 1547 Mitglied des äußeren Rats und Richter. Von 1552 bis 1564 war er Bürgermeister in Heilbronn. Gemeinsam mit Ambrosius Becht vertrat Wolf Berlin Heilbronn 1552 auf dem Reichstag in Augsburg. Ab 1559 war er außerdem Vogt von Flein.
Zwei seiner Töchter verheirateten sich mit späteren Bürgermeisterfamilien Heilbronns: Klara Anna Berlin heiratete Wilhelm Aff, Sohn von Balthasar Aff (Bürgermeister von 1574 bis 1575). Agnes Berlin verheiratete sich mit Conrad Spölin (Bürgermeister von 1626 bis 1636).
Die Berlins stammen aus einem alten Heilbronner Patriziergeschlecht. Das Wappen der Familie zeigt drei ineinandergesteckte Beren, zwei Büffelhörner dienen zur Helmzier.